# Biéha
Biéha ist sowohl eine Gemeinde (französisch commune rurale) als auch ein dasselbe Gebiet umfassendes Departement im westafrikanischen Staat Burkina Faso, in der Region Centre-Ouest und der Provinz Sissili. Die Gemeinde hat in 31 Dörfern 30.112 Einwohner.